# Senador Melo Viana
Senador Melo Viana é um distrito do município brasileiro de Coronel Fabriciano, no interior do estado de Minas Gerais. Segundo o censo demográfico de 2022, realizado pelo Instituto Brasileiro de Geografia e Estatística (IBGE), sua população era de 46 299 habitantes, o que representa 44,21% dos moradores de todo o município. Possui área de 46,88 km² e abrange a parte norte da zona urbana municipal.
O começo do povoamento ocorreu em meados do século XIX, associado ao fluxo de tropeiros, levando à formação do povoado de Santo Antônio de Piracicaba na região do atual bairro Melo Viana e à posterior criação do distrito homônimo em 1923. Este, no entanto, teve sua sede transferida para o atual Centro de Fabriciano em 1933, devido ao desenvolvimento daquela área em função da locação da EFVM e, mais tarde, graças à instalação de complexos siderúrgicos. Assim, Coronel Fabriciano foi emancipada em 1948, desmembrando-se de Antônio Dias. O investimento no setor comercial pelo interior da cidade culminou na criação do distrito Senador Melo Viana, compreendente à antiga sede, em 1962.
A pouca disponibilidade de lotes e imóveis à venda na região central da cidade e os problemas de trânsito e falta de estacionamento levaram os investidores comerciais e residenciais a migrarem para os bairros do distrito. As avenidas Magalhães Pinto e Geraldo Inácio correspondem a alguns dos principais núcleos comerciais fora do Centro de Fabriciano. Destacam-se, dentre outros marcos presentes, o Santuário Nossa Senhora da Piedade e o Carmelo da Santíssima Trindade.

## História

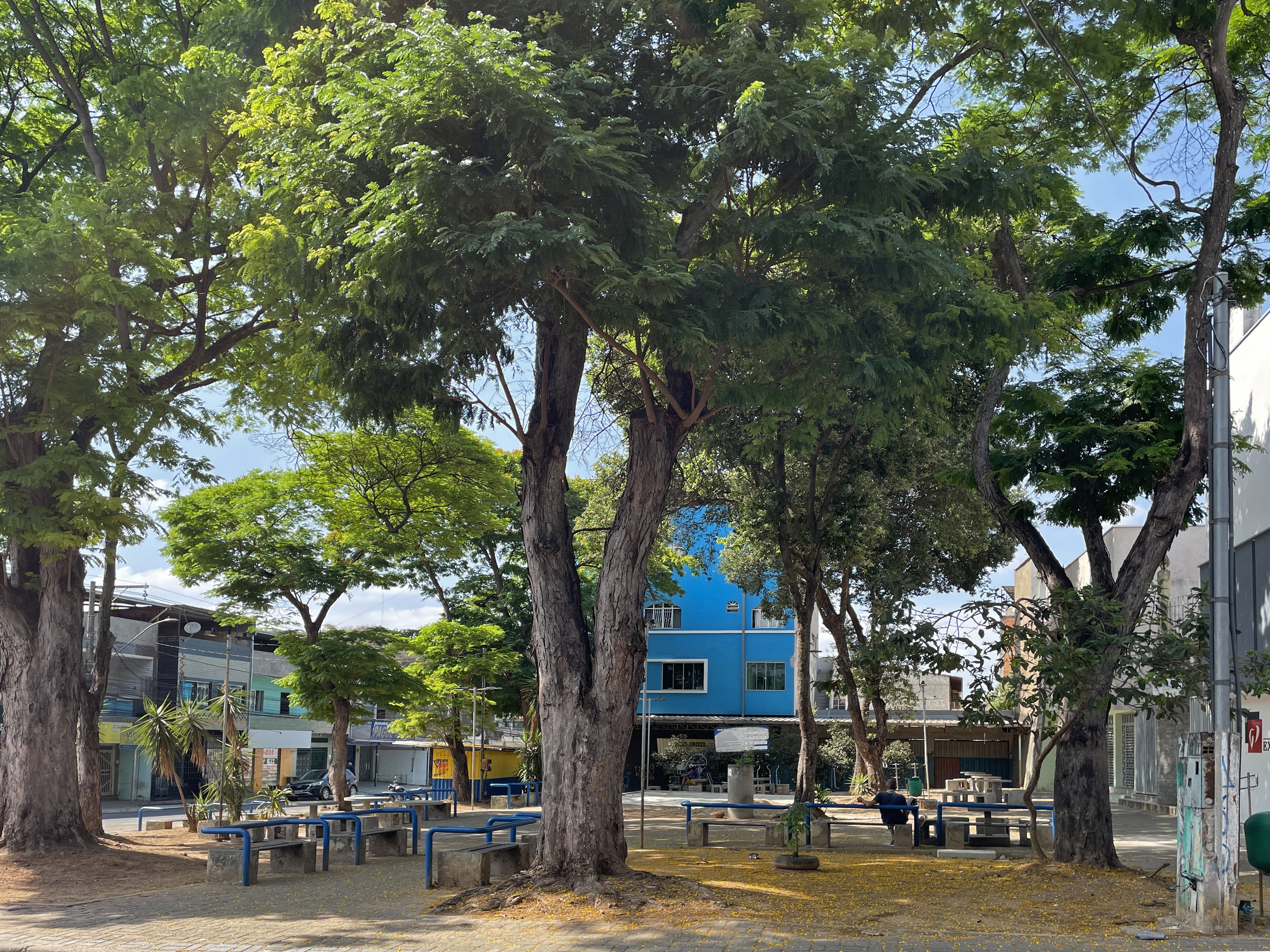
Vista da Praça Josino Bhering (Praça da Igreja), ponto de referência do bairro Melo Viana.

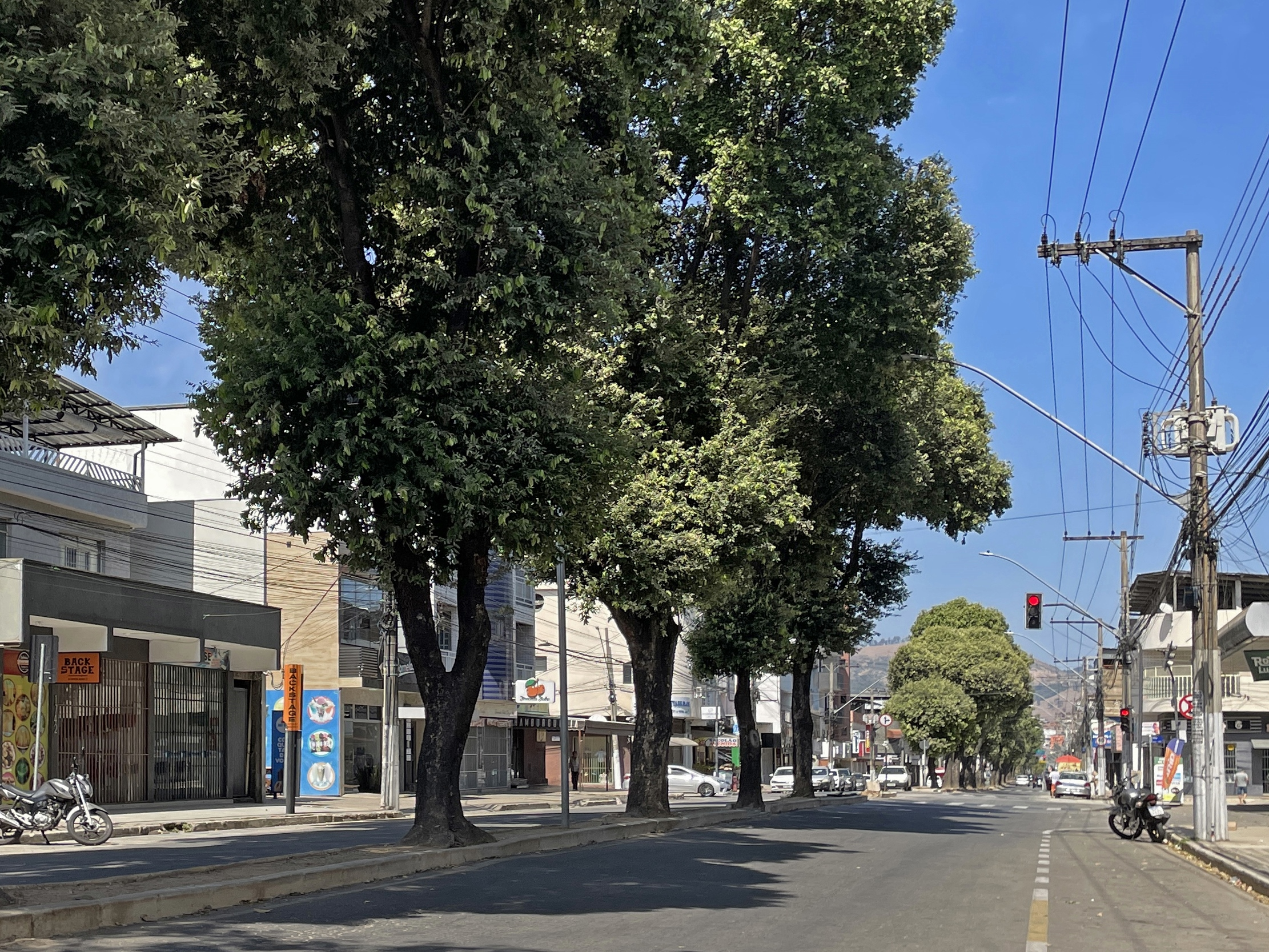
Oitis na Avenida Magalhães Pinto, via que foi pavimentada na década de 1960.

O começo do povoamento da região está associado à existência de uma estrada aberta por Guido Marlière em 1825, ligando Antônio Dias ao rio Santo Antônio, nas proximidades de Naque, cortando a Serra dos Cocais. Assim, o fluxo de tropeiros entre povoados próximos, que cruzavam a região vindos de Antônio Dias, Ferros, Santana do Paraíso, Mesquita e Joanésia, levou à formação de um pequeno aglomerado a partir do final do século XIX, mais tarde denominado Santo Antônio de Piracicaba, também conhecido por Santo Antônio do Gambá ou Santo Antônio do Calado, na região do atual bairro Melo Viana. O firmamento de pequenos proprietários de terra implicou no desenvolvimento do lugarejo em função da agropecuária.
Em 1919, João Teixeira Benevides trouxe de Ferros a primeira professora (sua sobrinha, Maria de Lourdes de Jesus) e doou terrenos para a construção da primeira escola, o primeiro cemitério e para a igreja do povoado, observando-se nesta ocasião um crescimento do comércio e a formação do núcleo urbano. Na década de 1920, após a retomada da construção da Estrada de Ferro Vitória a Minas (EFVM), paralisada em Belo Oriente, ocorreu um desenvolvimento populacional em função do estabelecimento de trabalhadores incumbidos da obra no local até então conhecido como Barra do Calado, devido à localização próxima à foz do ribeirão Caladão. Pela lei estadual nº 823, de 7 de setembro de 1923, foi criado o distrito com a denominação de Melo Viana, tendo a sede em Santo Antônio de Piracicaba. Essa continuou sendo considerada a data de fundação do distrito, com a celebração de seu centenário em 7 de setembro de 2023. O nome "Melo Viana" é uma referência ao ex-senador, secretário de interior e vice-presidente da república Fernando de Melo Viana.
Na década de 1930 a população da então sede distrital não passava de poucas dezenas de casas em meio a um grande bananal. Habitaram a área carvoeiros da Companhia Siderúrgica Belgo-Mineira e pequenos fazendeiros instalados onde surgiram os bairros São Geraldo e Santa Cruz. A principal fonte econômica gerada na localidade era a agricultura, porém havia uma considerável presença de carvoarias onde hoje se situa a região dos bairros São Geraldo, Santa Cruz, Sílvio Pereira I e Sílvio Pereira II. Devido à distância percorrida pelo então escrivão José Zacarias da Silva Roque até a Estação do Calado, o cartório do Melo Viana foi transferido para o Calado em 1933, alterando-se então a sede do distrito para o atual Centro de Fabriciano.
A instalação dos complexos industriais da Belgo-Mineira em 1936 e Acesita (atual Aperam South America) em 1944 trouxe desenvolvimento estrutural e demográfico que favoreceram a emancipação de Coronel Fabriciano em 27 de dezembro de 1948. No entanto, tal crescimento ainda se mostrava concentrado na região central, dada a presença dos complexos industriais e da ferrovia. Somente ao longo da década de 50 ocorreu um impulso da atividade comercial na parte norte do perímetro urbano fabricianense, levando à criação do distrito Senador Melo Viana pela lei estadual nº 2.764, de 30 de dezembro de 1962, a partir de um projeto emancipacionista. O vereador Geraldo Inácio, assassinado em 1964, foi um dos responsáveis pela criação do distrito e pela vinda de cartórios e agências dos Correios. Também na década de 1960 houve a pavimentação do Trevo Pastor Pimentel e da Avenida Governador José de Magalhães Pinto, conectando o Centro e o distrito.
Mediante o mesmo decreto de 1962, no entanto, foram desmembrados do município os distritos de Timóteo e Ipatinga, o que incluiu os territórios dos núcleos industriais. Dessa forma, os complexos da Acesita e Usiminas passaram a pertencer a estes municípios, respectivamente, sendo Barra Alegre anexado a Ipatinga. A Belgo-Mineira, por sua vez, esteve presente na cidade até a década de 60. Com isso o comércio passou a representar a principal fonte de renda em Coronel Fabriciano, mas a pouca disponibilidade de lotes e imóveis à venda na área central da cidade e os problemas de trânsito e falta de estacionamento levaram os investidores comerciais e residenciais a migrarem para os bairros do distrito Senador Melo Viana. Cabe ser ressaltada a criação dos bairros Sílvio Pereira I e Sílvio Pereira II, em 1991, como um conjunto de casas populares, cujo projeto previa que seria o maior núcleo habitacional do país a ser inaugurado pelo governo do então presidente Fernando Collor de Mello, com esforços da administração do prefeito Hélio Arantes de Faria. Vários bairros também ganharam, com o passar dos anos, asfaltamento, expansão comercial e segurança pública.

## Geografia e subdivisões

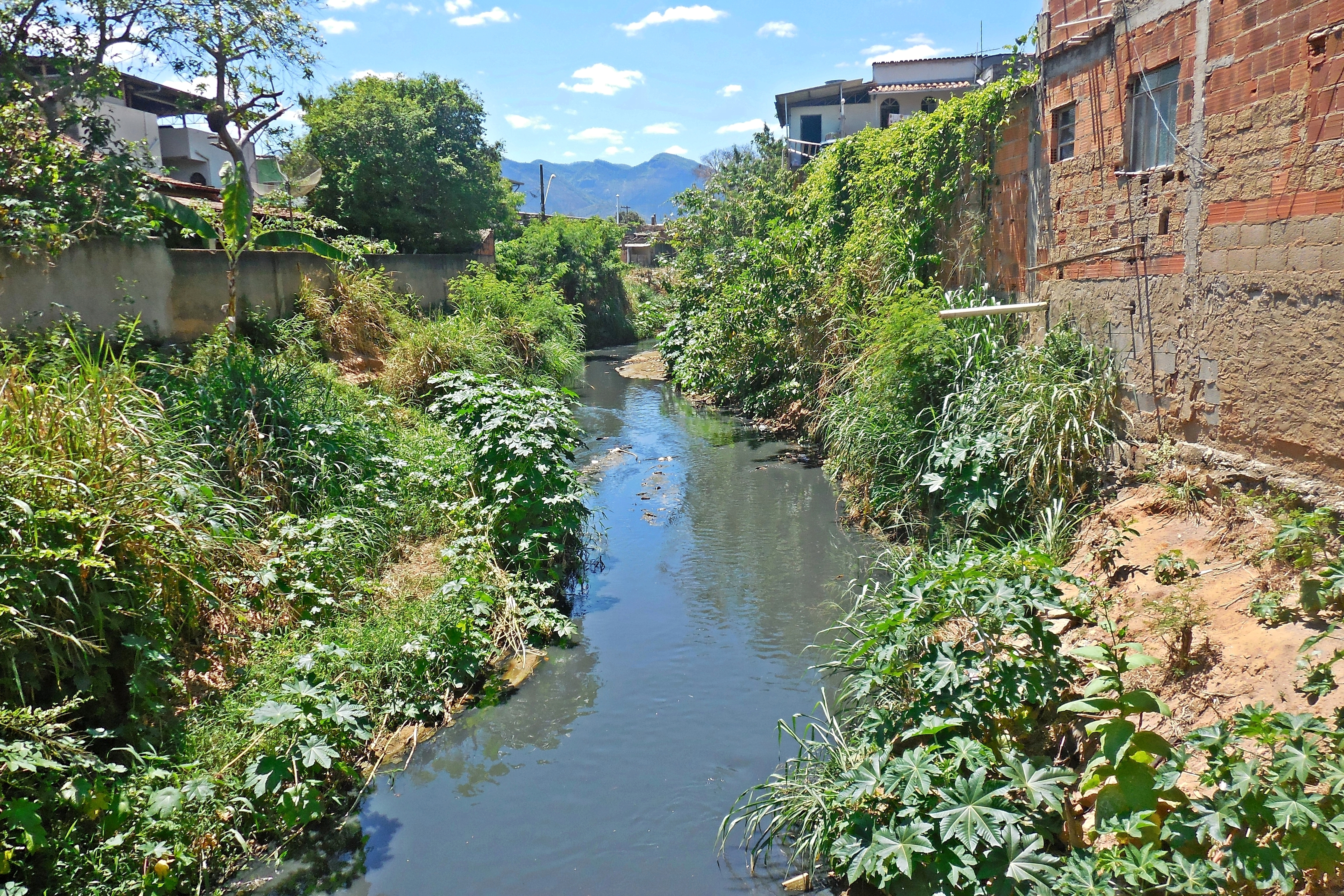
Águas escuras do ribeirão Caladão em meio a habitações, entre os bairros Melo Viana e JK.

O distrito Senador Melo Viana possui área de 46,88 km² conforme a Fundação João Pinheiro (FJP), correspondendo à parte norte do perímetro urbano de Coronel Fabriciano. Limita-se a oeste e sul com o distrito-sede fabricianense e a leste e norte com o território do município de Ipatinga. A altitude média é de 366 metros e o relevo é predominantemente ondulado, sendo mais acidentado nas cercanias da Serra dos Cocais. A Pedra do Caladão, por exemplo, situada nas proximidades do bairro homônimo, alcança os 400 metros de altura. A zona urbana é cortada pelo ribeirão Caladão, que recebe sujeira e poluição originada de residências e pequenas indústrias, oficinas ou matadouros de suas margens. Os córregos dos Camilos e São Domingos também cortam o interior do distrito.
Até meados da década de 1960, parte das terras do atual distrito (onde atualmente estão bairros como Giovannini, Júlia Kubitschek, São Domingos, Recanto Verde e Santa Cruz) pertencia à Arquidiocese de Mariana, porém com o passar do tempo essas áreas foram vendidas, doadas ou compradas e, posteriormente, loteadas e ocupadas, bem como ocorreu com propriedades herdadas dos primeiros residentes.
A vegetação nativa do pertence ao domínio florestal Atlântico (Mata Atlântica), porém a monocultura de reflorestamento ocupa área maior que a Mata Atlântica original, presente em maior quantidade nas áreas de proteção ambiental. Em meio ao adensamento urbano, a arborização ainda é considerável em boa parte das ruas e avenidas. O clima é caracterizado, segundo o IBGE, como tropical quente semiúmido, tendo temperatura média anual de 21,4 °C com invernos secos e amenos (raramente frios) e verões chuvosos com temperaturas moderadamente altas. O mês mais quente, fevereiro, tem temperatura média de 23,8 °C, sendo a média máxima de 29,1 °C e a mínima de 18,5 °C. E o mês mais frio, julho, de 18,1 °C, sendo 24,8 °C e 11,4 °C as médias máxima e mínima, respectivamente. A precipitação média anual é de 1 344,3 mm, sendo julho o mês mais seco, quando ocorrem apenas 9,5 mm. Em dezembro, o mês mais chuvoso, a média fica em 295,8 mm.
| Dados climatológicos para Senador Melo Viana | Dados climatológicos para Senador Melo Viana | Dados climatológicos para Senador Melo Viana | Dados climatológicos para Senador Melo Viana | Dados climatológicos para Senador Melo Viana | Dados climatológicos para Senador Melo Viana | Dados climatológicos para Senador Melo Viana | Dados climatológicos para Senador Melo Viana | Dados climatológicos para Senador Melo Viana | Dados climatológicos para Senador Melo Viana | Dados climatológicos para Senador Melo Viana | Dados climatológicos para Senador Melo Viana | Dados climatológicos para Senador Melo Viana | Dados climatológicos para Senador Melo Viana |
| Mês                                          | Jan                                          | Fev                                          | Mar                                          | Abr                                          | Mai                                          | Jun                                          | Jul                                          | Ago                                          | Set                                          | Out                                          | Nov                                          | Dez                                          | Ano                                          |
| -------------------------------------------- | -------------------------------------------- | -------------------------------------------- | -------------------------------------------- | -------------------------------------------- | -------------------------------------------- | -------------------------------------------- | -------------------------------------------- | -------------------------------------------- | -------------------------------------------- | -------------------------------------------- | -------------------------------------------- | -------------------------------------------- | -------------------------------------------- |
| Temperatura máxima média (°C)                | 28,9                                         | 29,1                                         | 29,1                                         | 27,7                                         | 26,2                                         | 25,2                                         | 24,8                                         | 26,2                                         | 26,9                                         | 27,6                                         | 27,8                                         | 27,9                                         | 27,1                                         |
| Temperatura mínima média (°C)                | 18,3                                         | 18,5                                         | 18,3                                         | 16,7                                         | 14,2                                         | 12,2                                         | 11,4                                         | 12,5                                         | 14,5                                         | 16,8                                         | 17,9                                         | 18,2                                         | 15,7                                         |
| Precipitação (mm)                            | 213,7                                        | 156,8                                        | 158,5                                        | 85,1                                         | 29,1                                         | 13,9                                         | 9,5                                          | 14,2                                         | 46,2                                         | 111,4                                        | 210,1                                        | 295,8                                        | 1 344,3                                      |
| Fonte: Somar Meteorologia                    |                                              |                                              |                                              |                                              |                                              |                                              |                                              |                                              |                                              |                                              |                                              |                                              |                                              |

## Demografia e economia

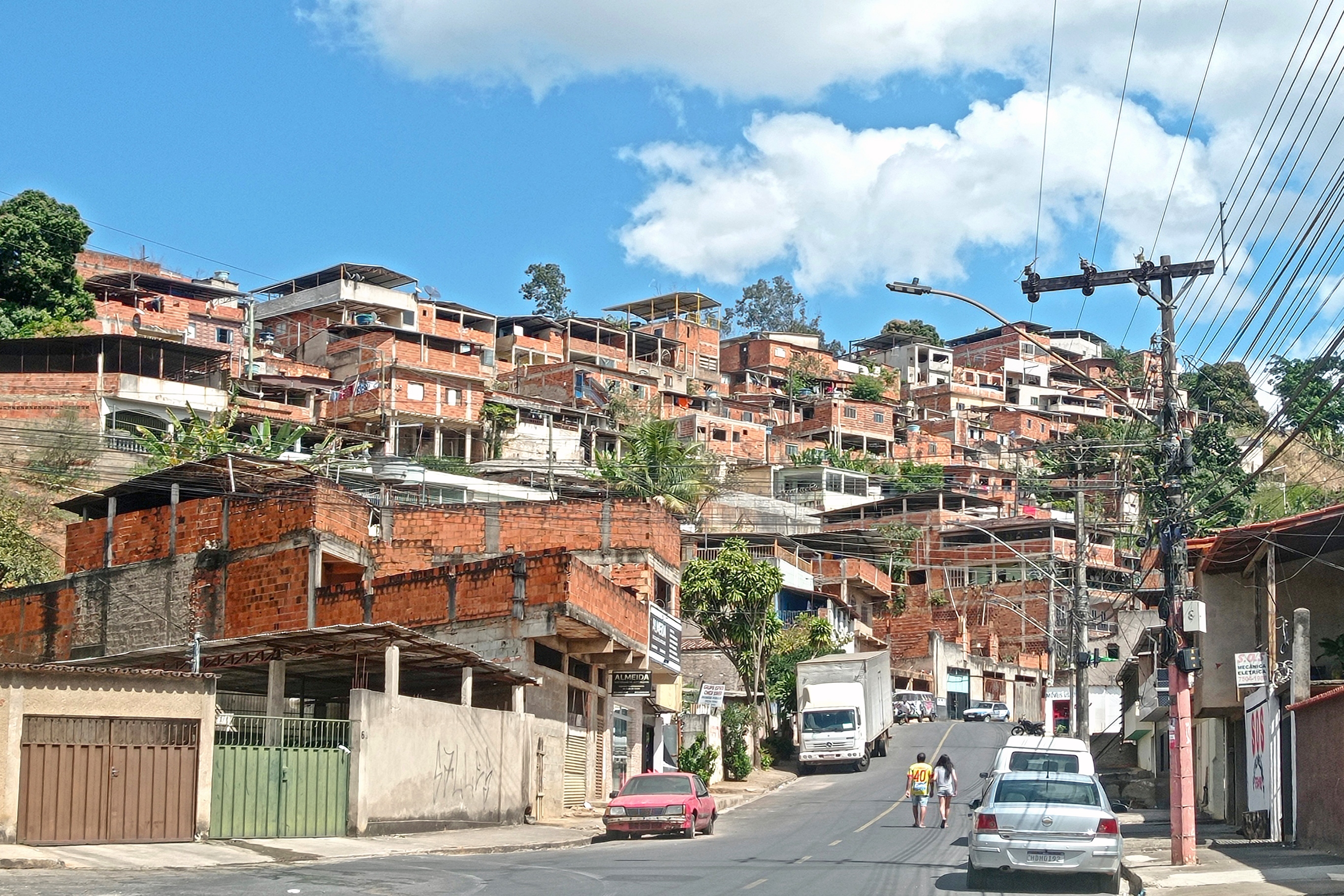
Habitações no Morro Padre Rocha, uma das favelas e comunidades urbanas de Coronel Fabriciano, no bairro São Domingos.

Em 2022, a população foi estimada pelo Instituto Brasileiro de Geografia e Estatística (IBGE) em 46 299 habitantes, valor que representava 44,21% da população municipal, e havia 16 561 domicílios particulares permanentes ocupados. O bairro Santa Cruz era o mais populoso do distrito, com 4 948 habitantes. Em 2010, havia 55 013 habitantes e 18 097 domicílios particulares. Há existência de favelas e comunidades urbanas nos bairros Caladão, Contente, Frederico Ozanan, Melo Viana, Potyra, Santa Luzia, Santa Rita, São Domingos, São Geraldo e Surinan, segundo o IBGE em 2022. A atuação pastoral católica das comunidades situadas nos bairros do distrito é subordinada às paróquias Santo Antônio e São Francisco Xavier, ambas integrantes da Diocese de Itabira-Fabriciano.
Por causa da pouca disponibilidade de lotes e imóveis à venda na área central da cidade e dos problemas de trânsito e falta de estacionamento, houve uma migração dos investidores comerciais e residenciais para os bairros do interior da cidade. Com isso, a população da região central fabricianense apresenta taxas de crescimento inferiores às de Senador Melo Viana. As avenidas Magalhães Pinto e Geraldo Inácio correspondem a alguns dos principais núcleos mercantis fora do Centro de Fabriciano, contribuindo para que o setor de vendas do distrito represente cerca de 30% do total arrecadado pelo município, com considerável fluxo também nos bairros Floresta e Santa Cruz. Também cabe ser ressaltada a presença do Distrito Industrial de Coronel Fabriciano, que foi estruturado pela Companhia de Desenvolvimento Econômico de Minas Gerais (Codemig) e entrou em operação em 1995. O núcleo é composto por cerca de 40 empresas de diferentes ramos em uma área de 182 970 m², empregando diretamente cerca de 850 pessoas.

## Infraestrutura

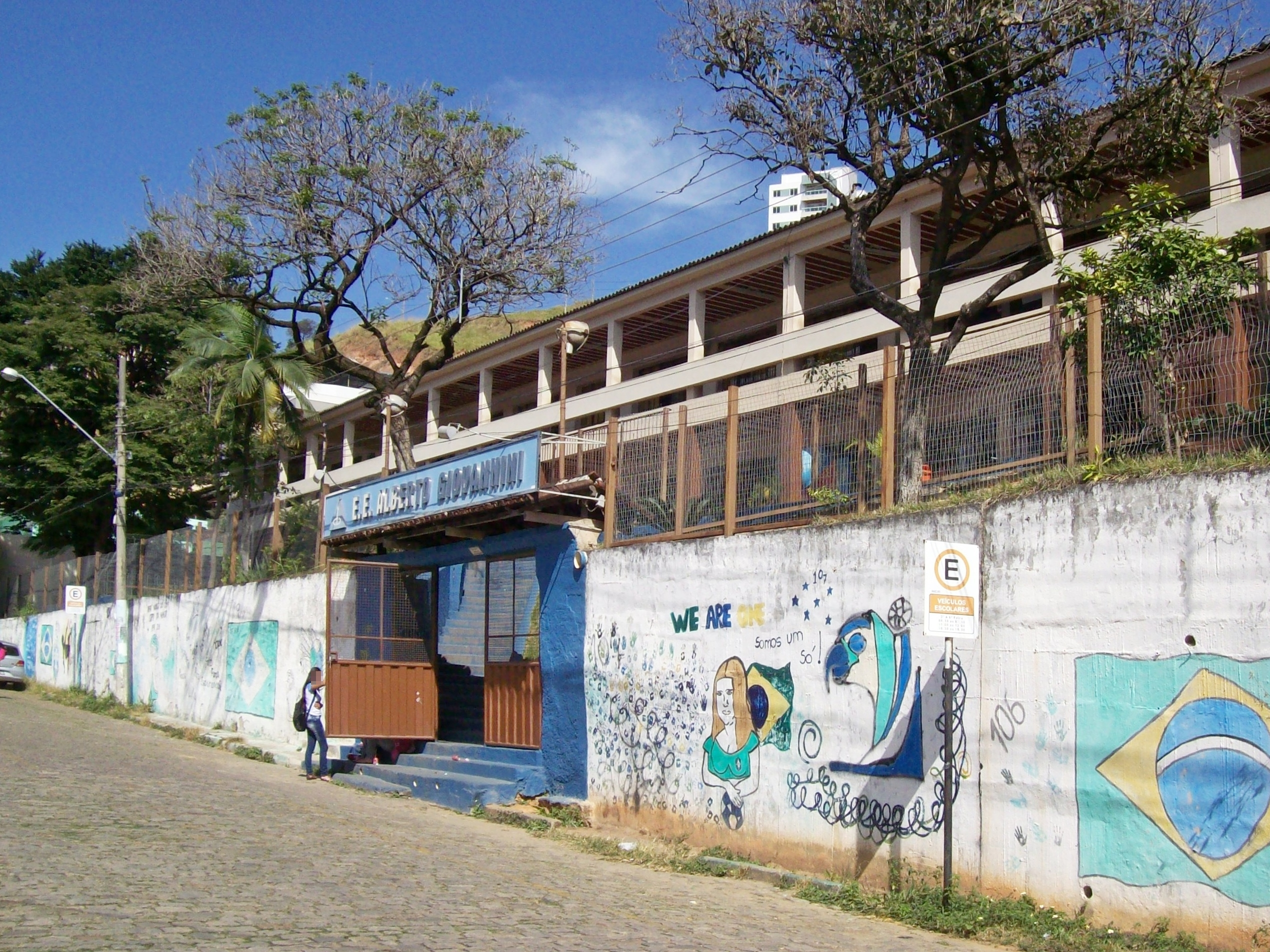
Fachada da Escola Estadual Alberto Giovannini no bairro Giovannini

A Escola Estadual Alberto Giovannini, inaugurada em 1969, foi a primeira escola estadual do município. A Escola Municipal Otávio Cupertino dos Reis, situada no bairro Caladão, foi inaugurada em março de 2006 e se tornou a primeira da região a ser planejada como núcleo integral. A rede municipal de ensino, segundo a prefeitura, foi estruturada com foco principal em atender às necessidades da população periférica de Fabriciano. Assim, a maior parte das escolas municipais está situada no distrito, bem como ocorre com as instituições de ensino da rede pública estadual.
As unidades básicas de saúde, que em 2025 estavam situadas nos bairros Caladão, Floresta, Júlia Kubitschek, Manoel Maia, Santa Cruz, São Domingos e Recanto Verde, são administradas pelo serviço público municipal e oferecem atendimentos e consultas básicas à população e serviços de enfermagem, além de servirem como postos de vacina durante campanhas de vacinação. Além disso, no Sílvio Pereira II está situada a Unidade de Pronto Atendimento (UPA) Doutor Walter Luiz Winter Maia, destinada a atendimentos 24 horas por dia.
No bairro Belvedere está localizado o 58º Batalhão da Polícia Militar de Minas Gerais, cuja sede própria foi inaugurada em maio de 2024. O serviço de abastecimento de água é feito pela Companhia de Saneamento de Minas Gerais (Copasa), enquanto que o abastecimento de energia elétrica é de responsabilidade da Companhia Energética de Minas Gerais (Cemig). O primeiro terminal rodoviário da cidade localizava-se no bairro Giovannini, porém este foi substituído por outro, no Centro de Fabriciano. A Avenida Magalhães Pinto liga o interior do distrito à Avenida Presidente Tancredo de Almeida Neves e esta o conecta, posteriormente, às cidades vizinhas de Ipatinga e Timóteo. O Trevo Pastor Pimentel, que é o entroncamento das avenidas Magalhães Pinto e Tancredo Neves, também divide o distrito da região central. Há linhas de ônibus do transporte público municipal e intermunicipal que atendem diretamente aos bairros.

## Cultura e lazer

### Atrativos e eventos

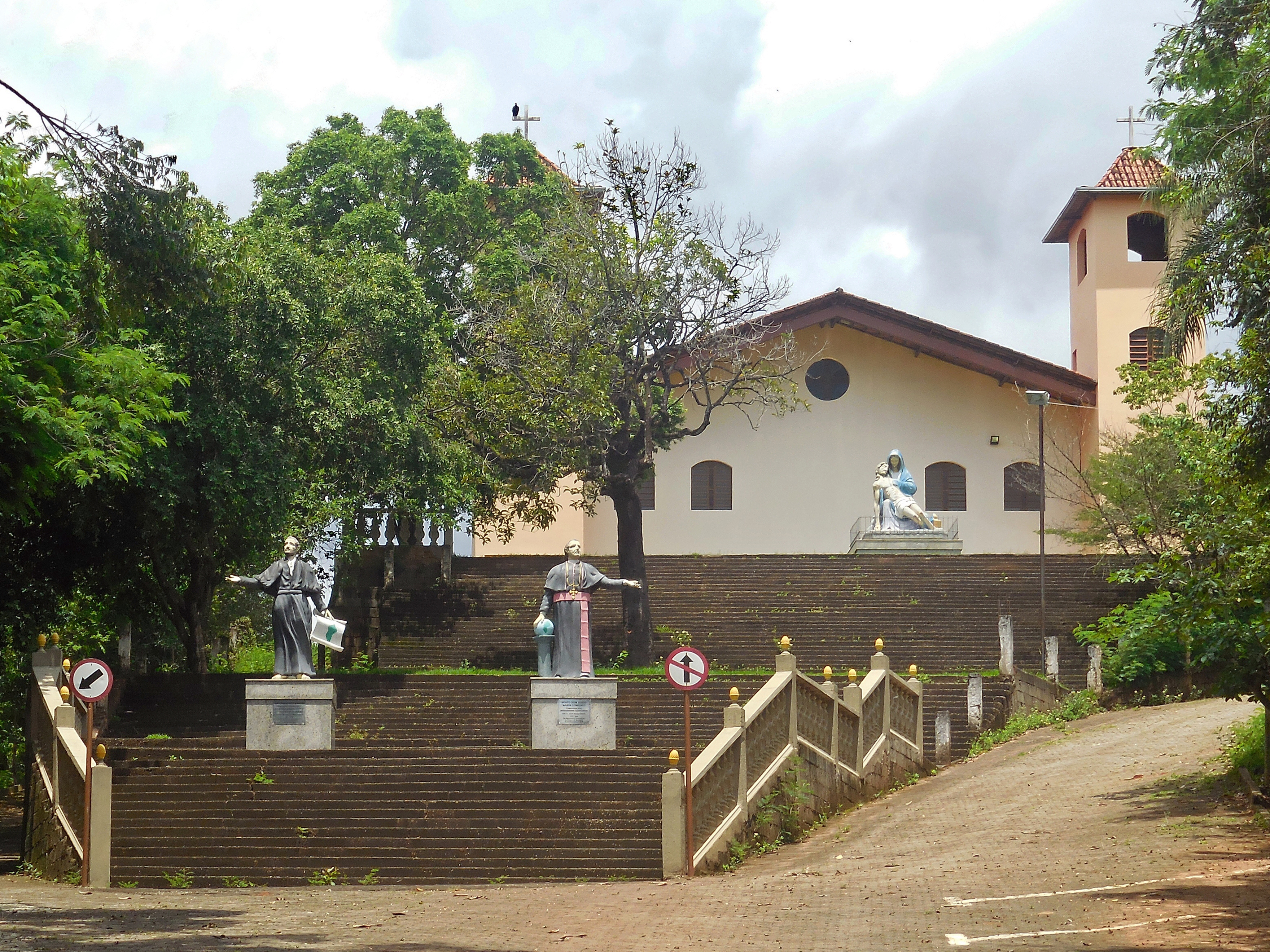
Santuário Nossa Senhora da Piedade, no bairro Córrego Alto.

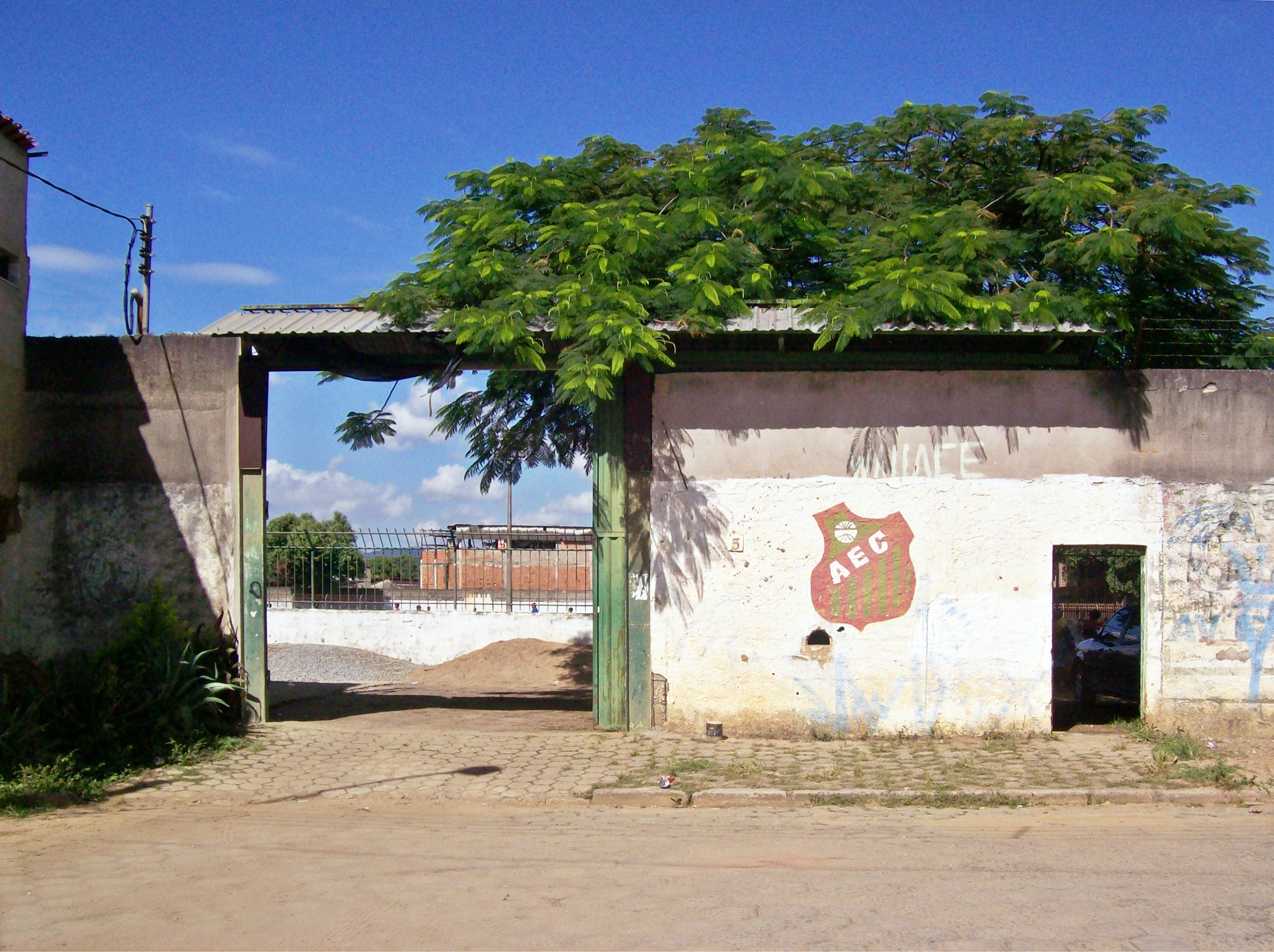
Entrada do Estádio Josemar Soares no São Domingos

Dentre os principais marcos situados no distrito Senador Melo Viana, destacam-se as construções religiosas do Santuário Nossa Senhora da Piedade, santuário diocesano localizado no bairro Córrego Alto e que foi consagrado pelo então bispo Dom Lélis Lara em 1998; do Carmelo da Santíssima Trindade, no Contente, que foi inaugurado em 2000; da Igreja Bom Pastor, no Giovannini, que foi erguida na década de 1970 e cuja fachada apresenta um grande mosaico feito em cerâmica que retrata a figura de Jesus com um rebanho de ovelhas; e do Recanto das Mangueiras, que é uma casa de retiro espiritual localizada no bairro Caladão.
Um evento que fez parte da história é a Cavalgada de Fabriciano, organizada pela primeira vez em 1999 no bairro Contente, com rodeios, concursos de macha, desfiles de cavaleiros e espetáculos musicais com bandas regionais ou de relevância nacional. O trajeto da Corrida Rústica de São Sebastião, realizada como parte das comemorações do aniversário da cidade, em 20 de janeiro, começa na Rua Pedro Nolasco, no Centro, e percorre a Avenida Governador José de Magalhães Pinto até chegar ao Melo Viana, retornando então à região central.
Também na Avenida Magalhães Pinto, ocorre anualmente o desfile do Dia da Independência, em 7 de setembro, envolvendo escolas municipais e particulares, clubes, serviços e instituições, acompanhadas por bandas tradicionais. No dia de Corpus Christi, são confeccionados tapetes de serragem colorida em algumas ruas e avenidas pela Paróquia Santo Antônio. Ainda cabem ser ressaltadas as festas juninas, muitas vezes realizadas pelas escolas nos bairros.

### Esporte e instituições
Além do movimento logístico, a Avenida Magalhães Pinto concentra boa parte do fluxo da vida noturna fabricianense, tendo uma significativa presença de bares e restaurantes. O Centro de Artes e Esportes Unificados (CEUs), localizado no bairro Melo Viana, possui cerca de 5 mil m² e conta com pista de caminhada, quadra poliesportiva coberta, pista de skate e equipamentos de ginástica, além de cineteatro, biblioteca e playground.
O distrito concentra ainda várias quadras ou ginásios próprios para a prática de diversos esportes, a exemplo do Ginásio Leôncio Arantes (o Centro Social Urbano), no bairro Floresta, que também serve para organização de festas, e das quadras esportivas que estão situadas em escolas públicas de vários bairros. O Estádio Josemar Soares, situado no São Domingos, é a casa do Avante Esporte Clube, campeão de algumas edições do municipal de futebol amador e foi inaugurado na década de 1950, contando com cabine de rádios, vestiários e uma modesta arquibancada, além de boa arborização. O campo do Clube Atlético Florestal (CAF), no Distrito Industrial, também possui infraestrutura.